# エリオット・シェパード
エリオット・フィッチ・シェパード・ジュニア (Eliott Fitch Shepard Jr. 1876年 – 1927年4月10日) はアメリカ合衆国のレーシング・ドライバー。初期のいくつかのレースに参戦していた。

## 生い立ち
1876年、父エリオット・フィッチ・シェパードと母マーガレット・ルイザ・ヴァンダービルト・シェパードの第5子長男として誕生。1898年、イェール大学卒業。その後ハーバード大学にも進学。
1897年4月、25歳の未亡人エスター・ポッターと民事結婚。母親の強い勧めにより宗教的結婚式を行ない、その後2人はヨーロッパに旅立った。シェパードはパリで仕事を始めたがうまくいかなかった。2人は短期間でアメリカに戻り、1902年8月から別居し彼女は離婚を申請。シェパードは再度パリに戻り、何度も事業を試みるが全て失敗。
1905年4月27日、12歳の少女マデリン・マーデュエルを殺害。裁判となり10月26日、禁固3ヶ月、罰金120ドルが求刑され、少女の両親への慰謝料4,000ドルの支払いを求められた。彼は控訴し、1907年1月、禁固6週間に減刑された。フレンヌ刑務所に収監されてから9日後、2,000ドルを支払って釈放された。

## 経歴

### レース
1904年にいとこのウィリアム・キッサム・ヴァンダービルト2世が始めたヴァンダービルト杯のレースで、1906年、彼の車オチキスHHが制御不能となり、2人の観客が死亡。しかし何が起こったのか気付かず、彼はイースト・ノーウィックのサービス・エリアまで走行を続けた。ここで彼はメカニックから車が誰かに衝突したかもしれないと告げられ、競技会への電話で何が起こったのかを把握した。ここで彼は棄権することとなった。
1907年、Monte Chiarlで運転中、車輪が外れ橋を飛び越え5ヤード下の川に落下し怪我を負った。鎖骨を骨折した他、体中に軽傷を負った。

### 第一次世界大戦
第一次世界大戦中、フランスのシャンティイでフランス軍と戦うアメリカの志願兵のための病院で働いた。これによりLegion de Honneur 、Croix de Guerre 、アメリカ野戦奉仕団の騎士団勲章を受けることとなった。